# 海湾之虎
海湾之虎或阿拉伯湾之虎是迪拜经济快速增长时期的昵称。迪拜自20世纪90年代以来经历的繁荣仍在继续，将这个城市从一个沙漠村庄转变为一个世界级的经济中心。

## 特征
迪拜酋长国是阿联酋第二大同时也是最繁荣的酋长国，仅次于阿布扎比酋长国，拥有160万来自世界各地的人口。
迪拜与其他“小虎”经济体有一系列共同特点，包括自1994年以来持续的两位数GDP增长率。2004年，迪拜的GDP增长了17%，其中大部分是在非石油部门。

## 多样化
迪拜的石油产量从1995年创纪录的每天45万桶稳步下降到2005年的不足10万桶。但随着石油对GDP的贡献减少，经济开始扩张。在1991-2000年期间，它的规模几乎翻了一番。

## 经济发展
迪拜吸引了大量的外国直接投资(FDI)。近年来，外国直接投资以每年11%的速度增长。《财富》100强企业中有90家在迪拜设立了地区办事处。
这座城市的人口结构发生了巨大变化，阿联酋公民仅占迪拜人口的12%，据估计，这一比例将在2020年下降到1%。